# Chieri Volley 2006-2007
Questa voce raccoglie le informazioni riguardanti il Chieri Volley nelle competizioni ufficiali della stagione 2006-2007.

## Stagione
La stagione 2006-07 è per il Chieri Volley, sponsorizzato dalla Bigmat e dalla Banca Sanpaolo, la quarta consecutiva in Serie A1; in panchina è confermato Giovanni Guidetti, mentre la rosa è in buona parte cambiate con le poche conferme di Francesca Ferretti, Valentina Fiorin, Cristina Vincenzi e Maurizia Borri: gli innesti di Jennifer Joines, Érika Coimbra, Veronica Angeloni, ceduta poi a metà stagione, e Natalija Kazka, ingaggiata ad annata in corso, si contrappongono alle cessioni di Elena Godina, Irina Kirillova, Hanka Pachale, Daniel Scott e Francesca Mari.
Il campionato si apre con tre sconfitte consecutive, a cui fanno seguito due vittorie: in tutto il resto del girone di andata il club di Chieri non riesce più a trovare successi se non all'ultima giornata contro il Volley Club Padova, chiudendo al nono posto in classifica, non utile per essere ripescato in Coppa Italia. Il girone di ritorno si apre con altri due stop: arrivano poi quattro successi di fila, di cui tre fuori casa, e dopo altre tre sconfitte, il Chieri Volley chiude la regular season con due vittorie, attestandosi al sesto posto in classifica. Nei quarti di finale dei play-off scudetto le piemontesi sfidano il Robursport Volley Pesaro, il quale con un doppio 3-0 prosegue il cammino verso lo scudetto.
L'uscita nei quarti di finale dei play-off scudetto consente al Chieri Volley di partecipare alla Coppa di Lega, partendo dalla seconda fase: tuttavia a seguito del 3-0 inflitto dal Vicenza Volley, le piemontesi sono eliminate dalla competizione.
Tutte le società della Serie A1 2006-07 sono qualificate di diritto alla Coppa Italia: nella fase a gironi il Chieri Volley chiude all'ultimo posto il proprio raggruppamento, venendo eliminato; non ottiene neanche il ripescaggio, a causa del nono posto in classifica al termine del girone di andata del campionato.

## Organigramma societario
Area direttiva
- Presidente: Maurizio Magnabosco

Area tecnica
- Allenatore: Giovanni Guidetti
- Allenatore in seconda: Stefano Lavarini
- Scout man: Alessandro Beltrami

Area sanitaria
- Medico: Giuseppe Ronco
- Preparatore atletico: Danilo Bramard
- Fisioterapista: Marco Luison, Giorgia Valetto

## Rosa
| N° | Nome               | Ruolo | Data di nascita  | Nazionalità sportiva |
| -- | ------------------ | ----- | ---------------- | -------------------- |
| 1  | Lena Ustymenko     | S/O   | 11 ottobre 1988  | Ucraina              |
| 3  | Érika Coimbra      | S     | 23 marzo 1980    | Brasile              |
| 5  | Giovanna Baliana   | C     | 26 luglio 1980   | Brasile              |
| 6  | Valentina Fiorin   | S     | 9 ottobre 1984   | Italia               |
| 8  | Veronica Angeloni  | S     | 6 luglio 1986    | Italia               |
| 9  | Jennifer Joines    | C     | 23 novembre 1982 | Stati Uniti          |
| 9  | Sonia Ambrosino    | C     | -                | Italia               |
| 11 | Natalija Kazka     | S/O   | 2 dicembre 1984  | Azerbaigian          |
| 11 | Giorgia Valetto    | C     | -                | Italia               |
| 12 | Francesca Ferretti | P     | 15 febbraio 1984 | Italia               |
| 13 | Maurizia Borri     | L     | 24 febbraio 1977 | Italia               |
| 14 | Giulia Bovero      | C     | -                | Italia               |
| 14 | Francesca Bardini  | C     | -                | Italia               |
| 14 | Laura Gaiotti      | C     | -                | Italia               |
| 15 | Cristina Vincenzi  | C     | 14 maggio 1979   | Italia               |
| 16 | Rossella Pilotti   | C     | -                | Italia               |
| 16 | Alice Sturari      | C     | -                | Italia               |
| 16 | Anna Gasparo Moro  | P     | -                | Italia               |
| 17 | Sara Petrolo       | L     | 17 aprile 1985   | Italia               |
| 18 | Luciana Merlotti   | P     | 24 aprile 1976   | Italia               |

## Mercato
| Acquisti | Acquisti          | Acquisti         | Acquisti   |
| R.       | Nome              | da               | Modalità   |
| -------- | ----------------- | ---------------- | ---------- |
| C        | Sonia Ambrosino   | ?                | definitivo |
| S        | Veronica Angeloni | Asystel          | definitivo |
| C        | Giovanna Baliana  | Macaé            | definitivo |
| C        | Francesca Bardini | ?                | definitivo |
| C        | Giulia Bovero     | ?                | definitivo |
| S        | Érika Coimbra     | Macaé            | definitivo |
| C        | Jennifer Joines   | Stati Uniti      | definitivo |
| C        | Laura Gaiotti     | ?                | definitivo |
| P        | Anna Gasparo Moro | ?                | definitivo |
| S/O      | Natalija Kazka    | Azərreyl         | definitivo |
| P        | Luciana Merlotti  | Sant'Orsola Alba | definitivo |
| C        | Rossella Pilotti  | ?                | definitivo |
| C        | Alice Sturari     | ?                | definitivo |
| S/O      | Lena Ustymenko    | Balakovskaja AĖS | definitivo |
| C        | Giorgia Valetto   | ?                | definitivo |

| Cessioni | Cessioni          | Cessioni     | Cessioni   |
| R.       | Nome              | a            | Modalità   |
| -------- | ----------------- | ------------ | ---------- |
| S        | Veronica Angeloni | Vicenza      | definitivo |
| S        | Elena Godina      | Dinamo Mosca | definitivo |
| P        | Irina Kirillova   | -            | ritirata   |
| P        | Francesca Mari    | Virtus Roma  | definitivo |
| C        | Valeria Marletta  | Virtus Roma  | definitivo |
| S        | Bruna Mautino     | Club Italia  | definitivo |
| S        | Hanka Pachale     | Club Padova  | definitivo |
| C        | Danielle Scott    | Macaé        | definitivo |
| P        | Noemi Signorile   | Club Italia  | definitivo |

## Risultati

### Serie A1

#### Girone di andata
| 1ª giornata - 26 novembre 2006 PalaMaddalene, Chieri              | Chieri             | 1 - 3 | Vicenza     | 23-25, 15-25, 25-17, 11-25        |
| 2ª giornata - 3 dicembre 2006 PalaEvangelisti, Perugia            | Sirio Perugia      | 3 - 0 | Chieri      | 25-14, 25-15, 25-21               |
| 3ª giornata - 10 dicembre 2006 PalaMaddalene, Chieri              | Chieri             | 1 - 3 | Altamura    | 18-25, 24-26, 25-20, 22-25        |
| 4ª giornata - 17 dicembre 2006 PalaMaddalene, Chieri              | Chieri             | 3 - 2 | Forlì       | 21-25, 25-11, 25-16, 19-25, 15-11 |
| 5ª giornata - 30 dicembre 2006 PalaCooper, Santeramo in Colle     | Santeramo          | 1 - 3 | Chieri      | 22-25, 20-25, 26-24, 23-25        |
| 6ª giornata - 7 gennaio 2007 PalaMaddalene, Chieri                | Chieri             | 2 - 3 | River       | 16-25, 25-22, 14-25, 25-18, 10-15 |
| 7ª giornata - 14 gennaio 2007 PalaDionigi, Sant'Angelo in Lizzola | Robursport Pesaro  | 3 - 0 | Chieri      | 25-22, 25-21, 25-21               |
| 8ª giornata - 21 gennaio 2007 PalaMaddalene, Chieri               | Chieri             | 0 - 3 | Asystel     | 24-26, 14-25, 21-25               |
| 9ª giornata - 28 gennaio 2007 PalaNorda, Bergamo                  | Bergamo            | 3 - 0 | Chieri      | 25-15, 25-17, 25-19               |
| 10ª giornata - 4 febbraio 2007 PalaTriccoli, Jesi                 | Giannino Pieralisi | 3 - 1 | Chieri      | 23-25, 25-23, 25-22, 25-17        |
| 11ª giornata - 11 febbraio 2007 PalaMaddalene, Chieri             | Chieri             | 3 - 1 | Club Padova | 21-25, 25-22, 25-19, 25-16        |

#### Girone di ritorno
| 12ª giornata - 18 febbraio 2007 Palasport Città di Vicenza, Vicenza | Vicenza     | 3 - 2 | Chieri             | 22-25, 25-19, 25-17, 18-25, 15-12 |
| 13ª giornata - 24 febbraio 2007 PalaMaddalene, Chieri               | Chieri      | 0 - 3 | Sirio Perugia      | 18-25, 22-25, 20-25               |
| 14ª giornata - 11 marzo 2007 PalaBaldassarra, Altamura              | Altamura    | 0 - 3 | Chieri             | 28-30, 20-25, 21-25               |
| 15ª giornata - 18 marzo 2007 PalaGalassi, Forlì                     | Forlì       | 1 - 3 | Chieri             | 26-24, 28-30, 19-25, 21-25        |
| 16ª giornata - 25 marzo 2007 PalaMaddalene, Chieri                  | Chieri      | 3 - 0 | Santeramo          | 25-12, 25-21, 25-18               |
| 17ª giornata - 7 aprile 2007 PalaFranzanti, Piacenza                | River       | 0 - 3 | Chieri             | 22-25, 22-25, 24-26               |
| 18ª giornata - 15 aprile 2007 PalaMaddalene, Chieri                 | Chieri      | 1 - 3 | Robursport Pesaro  | 25-19, 23-25, 21-25, 24-26        |
| 19ª giornata - 22 aprile 2007 PalaDalLago, Novara                   | Asystel     | 3 - 0 | Chieri             | 25-16, 25-22, 25-20               |
| 20ª giornata - 25 aprile 2007 PalaMaddalene, Chieri                 | Chieri      | 0 - 3 | Bergamo            | 25-27, 16-25, 21-25               |
| 21ª giornata - 28 aprile 2007 PalaMaddalene, Chieri                 | Chieri      | 3 - 0 | Giannino Pieralisi | 25-20, 25-15, 25-23               |
| 22ª giornata - 6 maggio 2007 PalaArcella, Padova                    | Club Padova | 0 - 3 | Chieri             | 17-25, 23-25, 26-28               |

#### Play-off scudetto
| Quarti di finale (gara 1) - 9 maggio 2007 PalaDionigi, Sant'Angelo in Lizzola | Robursport Pesaro | 3 - 0 | Chieri            | 30-28, 25-18, 35-33 |
| Quarti di finale (gara 2) - 13 maggio 2007 PalaMaddalene, Chieri              | Chieri            | 0 - 3 | Robursport Pesaro | 27-29, 15-25, 23-25 |

### Coppa Italia

#### Fase a gironi
| 1ª giornata - 1º ottobre 2006 PalaNorda, Bergamo      | Bergamo | 3 - 0 | Chieri  | 25-17, 25-21, 25-15        |
| 2ª giornata - 8 ottobre 2006 PalaMaddalene, Chieri    | Chieri  | 1 - 3 | Asystel | 18-25, 24-26, 25-22, 20-25 |
| 3ª giornata - 15 ottobre 2006 PalaMaddalene, Chieri   | Chieri  | 0 - 3 | River   | 8-25, 19-25, 18-25         |
| 4ª giornata - 22 ottobre 2006 PalaFranzanti, Piacenza | River   | 3 - 1 | Chieri  | 25-16, 23-25, 25-20, 25-20 |
| 5ª giornata - 29 ottobre 2006 PalaMaddalene, Chieri   | Chieri  | 1 - 3 | Bergamo | 23-25, 25-22, 24-26, 16-25 |
| 6ª giornata - 5 novembre 2006 PalaDalLago, Novara     | Asystel | 3 - 0 | Chieri  | 25-17, 25-18, 25-16        |

### Coppa di Lega

#### Fase a eliminazione diretta
| Seconda fase (andata) - 27 maggio 2007 PalaRuggi, Imola      | Vicenza | 3 - 0 | Chieri  | 25-20, 25-15, 25-19 |
| Seconda fase (ritorno) - 3 maggio 2007 PalaMaddalene, Chieri | Chieri  | 0 - 3 | Vicenza | 19-25, 15-25, 17-25 |

## Statistiche

### Statistiche di squadra
| Competizione  | Punti | In casa | In casa | In casa | In trasferta | In trasferta | In trasferta | Totale | Totale | Totale |
| Competizione  | Punti | G       | V       | P       | G            | V            | P            | G      | V      | P      |
| ------------- | ----- | ------- | ------- | ------- | ------------ | ------------ | ------------ | ------ | ------ | ------ |
| Serie A1      | 28    | 12      | 4       | 8       | 12           | 5            | 7            | 24     | 9      | 15     |
| Coppa Italia  | 0     | 3       | 0       | 3       | 3            | 0            | 3            | 6      | 0      | 6      |
| Coppa di Lega | -     | 1       | 0       | 1       | 1            | 0            | 1            | 2      | 0      | 2      |
| Totale        | -     | 16      | 4       | 12      | 16           | 5            | 11           | 32     | 9      | 23     |

G = partite giocate; V = partite vinte; P = partite perse

### Statistiche dei giocatori
| Giocatore       | Serie A1 | Serie A1 | Serie A1 | Serie A1 | Serie A1 | Coppa Italia | Coppa Italia | Coppa Italia | Coppa Italia | Coppa Italia | Coppa di Lega | Coppa di Lega | Coppa di Lega | Coppa di Lega | Coppa di Lega | Totale | Totale | Totale | Totale | Totale |
| Giocatore       | P        | PT       | AV       | MV       | BV       | P            | PT           | AV           | MV           | BV           | P             | PT            | AV            | MV            | BV            | P      | PT     | AV     | MV     | BV     |
| --------------- | -------- | -------- | -------- | -------- | -------- | ------------ | ------------ | ------------ | ------------ | ------------ | ------------- | ------------- | ------------- | ------------- | ------------- | ------ | ------ | ------ | ------ | ------ |
| S. Ambrosino    | 0        | 0        | 0        | 0        | 0        | 5            | 16           | 12           | 4            | 0            | 1             | 0             | 0             | 0             | 0             | 6      | 16     | 12     | 4      | 0      |
| V. Angeloni     | 13       | 28       | 21       | 6        | 1        | 6            | 96           | 85           | 6            | 5            | -             | -             | -             | -             | -             | 19     | 124    | 106    | 12     | 6      |
| M. Borri        | 24       | 0        | 0        | 0        | 0        | 6            | 58           | 51           | 6            | 1            | 2             | 18            | 14            | 3             | 1             | 32     | 76     | 65     | 9      | 2      |
| É. Coimbra      | 24       | 389      | 333      | 33       | 23       | 2            | 28           | 24           | 3            | 1            | -             | -             | -             | -             | -             | 26     | 417    | 357    | 36     | 24     |
| F. Ferretti     | 24       | 37       | 15       | 6        | 16       | 6            | 12           | 7            | 1            | 4            | 1             | 6             | 3             | 2             | 1             | 31     | 55     | 25     | 9      | 21     |
| V. Fiorin       | 24       | 255      | 222      | 28       | 5        | -            | -            | -            | -            | -            | -             | -             | -             | -             | -             | 24     | 255    | 222    | 28     | 5      |
| G. Baliana      | 23       | 186      | 110      | 70       | 6        | -            | -            | -            | -            | -            | 2             | 16            | 13            | 2             | 1             | 25     | 202    | 123    | 72     | 7      |
| F. Bardini      | -        | -        | -        | -        | -        | 1            | 0            | 0            | 0            | 0            | -             | -             | -             | -             | -             | 1      | 0      | 0      | 0      | 0      |
| G. Bovero       | -        | -        | -        | -        | -        | 1            | 0            | 0            | 0            | 0            | -             | -             | -             | -             | -             | 1      | 0      | 0      | 0      | 0      |
| L. Gaiotti      | -        | -        | -        | -        | -        | 1            | 0            | 0            | 0            | 0            | -             | -             | -             | -             | -             | 1      | 0      | 0      | 0      | 0      |
| A. Gasparo Moro | -        | -        | -        | -        | -        | -            | -            | -            | -            | -            | 2             | 0             | 0             | 0             | 0             | 2      | 0      | 0      | 0      | 0      |
| J. Joines       | 21       | 143      | 103      | 33       | 7        | -            | -            | -            | -            | -            | 1             | 7             | 7             | 0             | 0             | 22     | 150    | 110    | 33     | 7      |
| N. Kazka        | 10       | 171      | 147      | 18       | 6        | -            | -            | -            | -            | -            | -             | -             | -             | -             | -             | 10     | 171    | 147    | 18     | 6      |
| L. Merlotti     | 8        | 3        | 3        | 0        | 0        | 4            | 1            | 0            | 1            | 0            | 2             | 5             | 4             | 1             | 0             | 14     | 9      | 7      | 2      | 0      |
| S. Petrolo      | 14       | 0        | 0        | 0        | 0        | 6            | 0            | 0            | 0            | 0            | 2             | 6             | 6             | 0             | 0             | 22     | 6      | 6      | 0      | 0      |
| R. Pilotti      | 0        | 0        | 0        | 0        | 0        | 4            | 14           | 11           | 1            | 2            | 1             | 3             | 1             | 1             | 1             | 5      | 17     | 12     | 2      | 3      |
| A. Sturari      | -        | -        | -        | -        | -        | 2            | 1            | 0            | 0            | 1            | 1             | 3             | 3             | 0             | 0             | 3      | 4      | 3      | 0      | 1      |
| L. Ustymenko    | 14       | 92       | 83       | 5        | 4        | -            | -            | -            | -            | -            | -             | -             | -             | -             | -             | 14     | 92     | 83     | 5      | 4      |
| G. Valetto      | -        | -        | -        | -        | -        | 3            | 10           | 7            | 0            | 3            | 2             | 0             | 0             | 0             | 0             | 5      | 10     | 7      | 0      | 3      |
| C. Vincenzi     | 21       | 123      | 83       | 37       | 3        | 4            | 48           | 37           | 9            | 2            | -             | -             | -             | -             | -             | 25     | 171    | 120    | 46     | 5      |

P = presenze; PT = punti totali; AV = attacchi vincenti; MV = muri vincenti; BV = battute vincenti